# Michel Vaarten

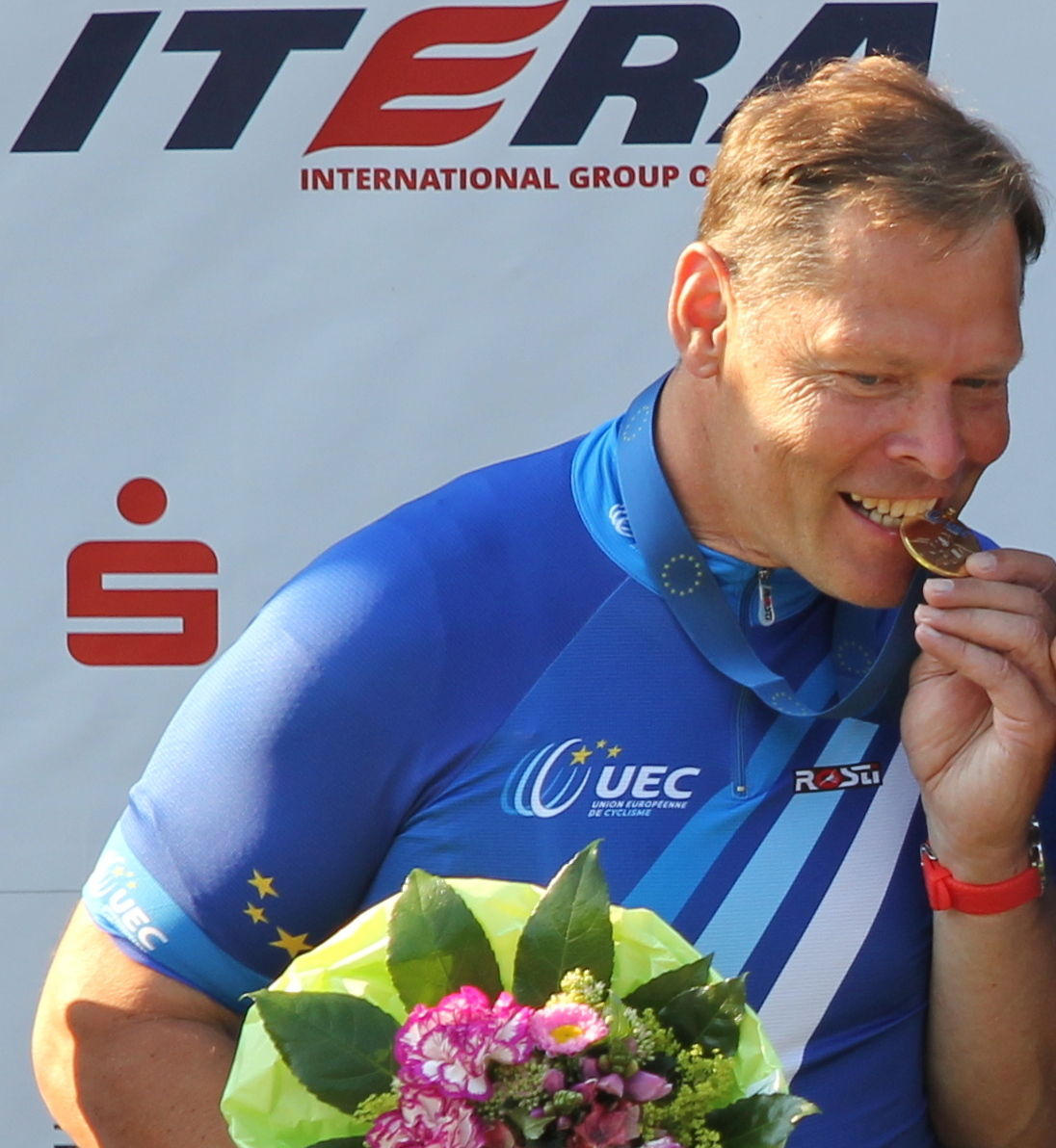
Michel Vaarten

Michel Vaarten, född den 10 januari 1957 i Turnhout, Belgien, är en belgisk tävlingscyklist som tog OS-silver i lagtempoloppet vid olympiska sommarspelen 1976 i Montréal.

## Stall
- 1979: Mini Flat-VDB (Belgien)
- 1980: Eurobouw (Belgien)
- 1981: Fangio-Sapeco-Mavic (Belgien)
- 1982: Amko Sport (Nederländerna)
- 1983: Suntour (Belgien)
- 1984: Fangio-Ecoturbo (Belgien)
- 1984: Suntour (Belgien)
- 1985: Okänt
- 1986: Eurosteiger (Belgien)
- 1987: Schwinn-Icy Hot (USA)
- 1988: Wheaties-Schwinn (USA)
- 1989: Wheaties-Schwinn (USA)
- 1990: Sakae-3 Rensho (USA)
- 1991: Okänt
- 1992: Buysse Babyartikelen (Belgien)
- 1992: Enra (Belgien)
- 1992: EM (Belgien)